# Maserati Indy
Maserati Indy (Tipo 116) är en sportbil eller Gran Turismo då den är 2 + 2 sitsig, tillverkad av den italienska biltillverkaren Maserati mellan 1969 och 1974. Indy är designad av Giovanni Michelotti som arbetade för Carrozzeria Vignale och presenterades på Genèvesalongen 1969. Indy är namngiven efter racingklassikern Indianapolis 500 (även kallad Indy 500) där Maserati tog hem segern både 1939 och 1940. Indy'n var tänkt att vara ett rymligare och mer praktiskt grand touring alternativ till den sportigare Ghibli.
Indy började som en designövning med Mexico-teknik. Tillverkningen kom att överträffa systervagnen med råge, med 1 102 byggda vagnar. Detta var en av de snabbaste bilar som fanns att köpa vid denna tid, toppfarten låg på 250-270 km/tim och 0-100 km/timme avverkades på 6,5-8 sekunder. Modellen kom att utvecklas under sin tillverkningstid med ny instrumentpanel, servostyrning, luftkonditionering, tonade fönster, Citroën's bromssystem mm och fick då tilläggsnamnet America.
Varianter:
| Modell      | Motor              | Cylindervolym | Effekt | Bränslesystem               |
| ----------- | ------------------ | ------------- | ------ | --------------------------- |
| Tipo 116    | 8-cyl V-motor dohc | 4136 cm³      | 260 hk | 4 st Weber 42DCNF förgasare |
| Tipo 116/47 | 8-cyl V-motor dohc | 4719 cm³      | 290 hk | 4 st Weber 42DCNF förgasare |
| Tipo 116/49 | 8-cyl V-motor dohc | 4930 cm³      | 320 hk | 4 st Weber 42DCNF förgasare |